# 스즈란다이니시구치역
스즈란다이니시구치역(일본어: 鈴蘭台西口駅, すずらんだいにしぐちえき)은 일본 효고현 고베시 기타구에 있는 고베 전철 아오 선의 역이다. 역 번호는 KB41이다.

## 역사
- 1937년 12월 28일: 미키 전기철도의 스즈란 홀마에 역으로 영업 개시.
- 1942년 12월 22일: 오부니시구치역으로 역명 변경.
- 1947년 1월 9일: 고베 아리마 전기철도와 미키 전기철도가 회사 합병하고 신아리미키 전기철도의 역이 됨.
- 1962년 9월 1일: 스즈란다이니시구치역으로 역명 변경.

## 역 구조
단선 승강장 1면 1선의 지평역이다. 승강장 유효 길이는 5량으로 역사는 승강장의 아오 방향에 있다. 신카이치 방향에 50퍼밀(‰) 경사의 터널이 바로 열려 있다. 역 구내에 큰 50퍼밀 경사표가 있다.
연선 광 네트워크에 접속된 역무 원격 시스템이 도입되고 있어, 센터 역에서 자동 매표기, 자동 개찰기, 자동 정산기, TV카메라, 인터폰, 셔터가 원격 조작된다. 이로 인하여, 역무원의 순회역이다.

## 역 주변
- 고베 스즈란다이니시 우체국
- 고베 시립 스즈란다이 초등학교

## 사진

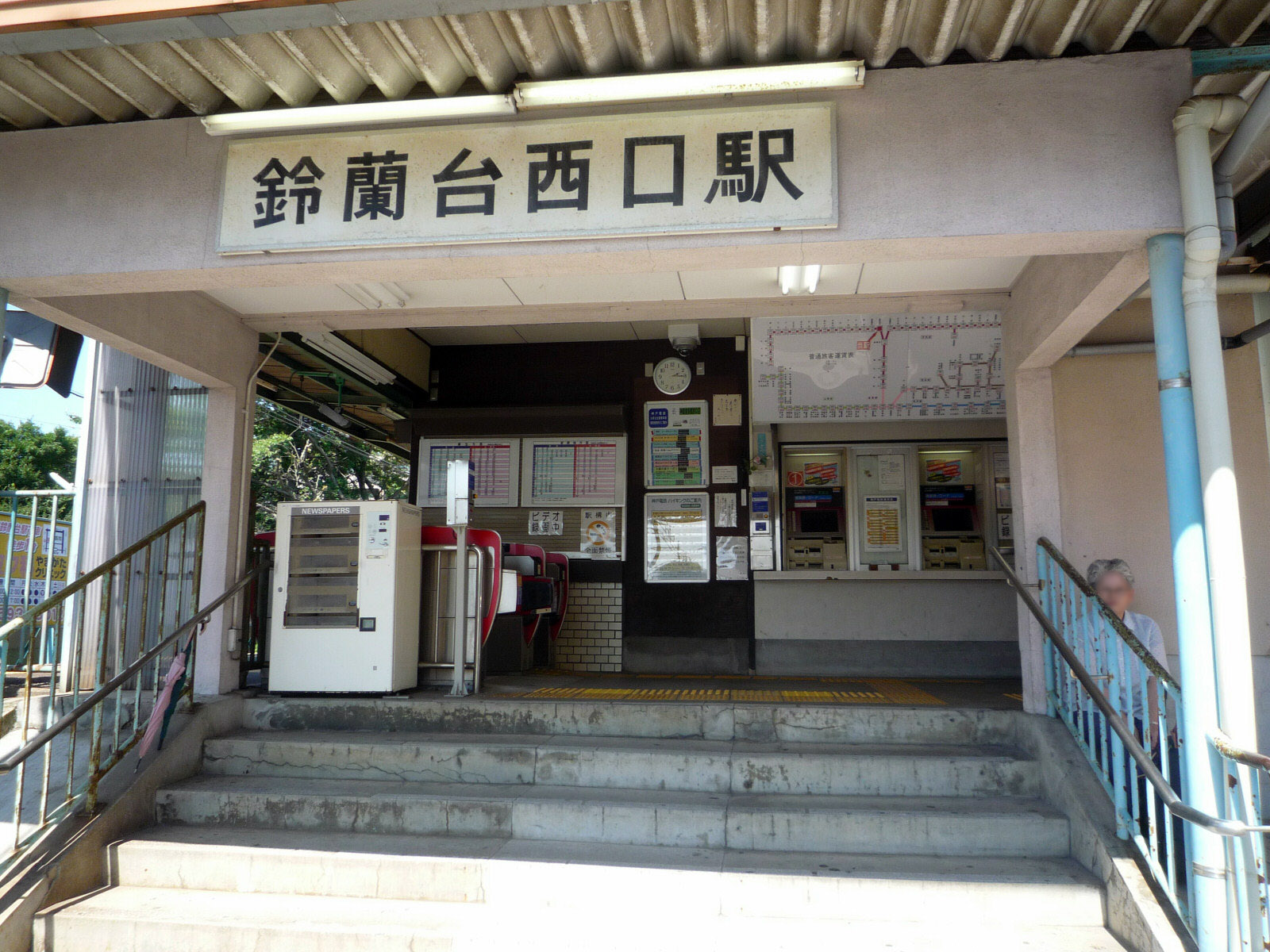
개찰구
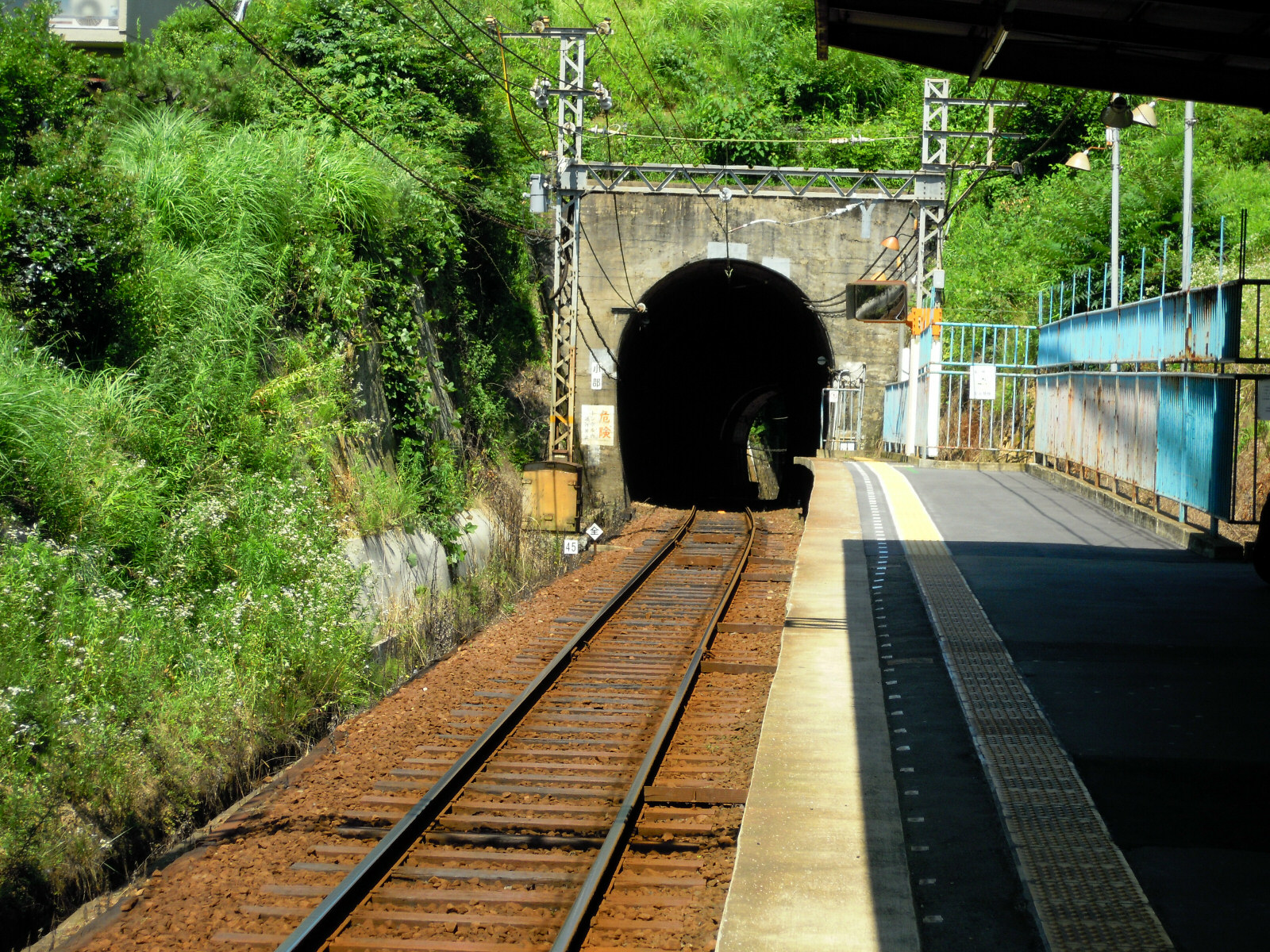
신카이치 방향에 보이는 터널 구조

## 인접역
| 고베 전철 아오 선             | 고베 전철 아오 선           | 고베 전철 아오 선             |
| ----------------------------- | --------------------------- | ----------------------------- |
| KB06 스즈란다이 신카이치 방면 | ■ 쾌속 ■ 급행 ■ 준급 ■ 보통 | 니시스즈란다이 KB42 아오 방면 |